# Коровяков, Николай Иванович
Николай Иванович Коровяков (9 июня 1937 — 2 октября 2004) — конструктор огнестрельного оружия Тульского оружейного завода.

## Биография
Родился 9 июня 1937 г. в посёлке Каменка Воронежской области РСФСР.
После семи классов средней школы обучался в ФЗУ, затем работал слесарем пятого разряда и без отрыва от производства учился в техникуме, но недоучился — был призван в армию.
В армии попал в механические мастерские и командование, заметив его умения, сообщило на Тульский оружейный завод, в конструкторское бюро которого он и был принят сразу после демобилизации, без образования.
С 1959 года — тепломеханик, конструктор огнестрельного оружия.
В 1965 году Н. И. Коровяков, при участии конструкторов Тульского оружейного завода С. С. Ферапонтова, В. П. Очнева и В. А. Парамонова, разработал двуствольное охотничье ружьё ТОЗ-34. В этом же году ружьё было награждено золотой медалью на международной Лейпцигской ярмарки. Крупносерийное производство ружей ТОЗ-34 и ТОЗ-34Е началось на Тульском заводе с 1969 года, в 1970 году ружьям ТОЗ-34 и ТОЗ-34Е был присвоен Государственный знак качества СССР.
Руководя на Тульском оружейном заводе конструкторским бюро по охотничьему оружию, Николай Иванович возглавил работы по использованию конструктивных принципов, заложенных в ружье ТОЗ-34 и при разработке его новых модификаций (на базе ТОЗ-34 было создано комбинированное охотничье ружьё ТОЗ-55 «Зубр» и спортивное стендовое ружьё ТОЗ-57).
В 1980-е годы Н. И. Коровяков и С. В. Попиков разработали двуствольное охотничье ружьё ТОЗ-84, которое не производилась серийно, но его конструктивные элементы были использованы в модели ТОЗ-91.
В 1988—1989 годах — главный конструктор специального КБ перспективных разработок Тульского оружейного завода.
В конце 1980-х гг. разработал (модернизировал свою же конструкцию 1960-х) технологичную «промысловку» ТОЗ-39 (ТОЗ-39М), которая, однако, не была запущена в производство.
В 1989 году, ввиду разногласий с руководством завода, ушёл.
Начатая им работа по созданию оружия для космонавтов в составе коллектива «Марс», под руководством представителя заказчика (Центр подготовки космонавтов) Алексея Архиповича Леонова, была завершена уже другим тульским оружейником — Сергеем Васильевичем Попиковым. Однако и револьвер «Марс» существует лишь в качестве экспоната в заводском музее завода.
С 1989 года — старший научный сотрудник Центра инженерных разработок «Волна» в Москве, начальник лаборатории нетрадиционных физико-химических проблем СП «Инжиниринг» ГКНТ СССР и Российского инновационного концерна, в 1991—1996 годах — конструктор-консультант по вопросам конверсии в Республике Болгарии.
В дальнейшем увлёкся разработкой маргинальных гипотез и заявлял, что создал принципиально новую физическую картину мира. Получил звание «Академик» в общественных организациях «Международная академия информатизации» и РАЕН, деятельность которых неоднократно подвергалась критике со стороны научного сообщества за активную пропаганду псевдонауки; также ему было присвоено звание доктора философии по физике в Монреальском отделении всё той же «Международной академии информатизации»; был награждён почетным знаком РАЕН «За заслуги в развитии науки и экономики». Зарегистрировал НИИ структурного анализа физики. Вся эта деятельность была признана Комиссией по борьбе с лженаукой и фальсификацией научных исследований РАН лженаучной.
Скончался 2 октября 2004 года в Москве.

## Публикации
- конструктор Н. Коровяков. Ружья высокого класса // журнал «Охота и охотничье хозяйство», № 12, 1983. стр.18-19

## Награды
За разработку охотничьих ружей Т03-34 и ТОЗ-55 «Зубр» дважды удостоен Премии имени С. И. Мосина (1965, 1977) и золотой медали Лейпцигской ярмарки (1965).